# Pratjáhára
A pratjáhára (szanszkrit: प्रत्याहार ; tibeti: སོ་སོར་སྡུད་པ)  az elmeműködés befelé fordítását, a tudatos magunkba tekintést, elmélyedést jelent. Az ötödik elem az astánga (rádzsa) jóga rendszerében. 
A pratjáhára a magasabb szellemi műveletek előkészítő gyakorlataként értelmezhető, amelyek célja az érzékszervek "visszavonása" a külvilág behatásaitól. Hasonlatképpen a teknősbékát említik az írások, amely biztonságot jelentő páncéljába húzódik vissza, veszélyeztetés esetén: "Ki az érzékelhetőktől úgy vonja vissza önmagába érzékeit, amint a teknősbéka páncéljába húzza tagjait, annak értelme egyensúlyozott."
A pratjáhára szó a hri igei gyök, valamint a prati és az 'á' prepozíciók összetételeként a tudati erők "visszatartásaként" fordítható, amellyel a jógi megakadályozza azt, hogy figyelmének belső világát az érzékek anyagba merült működése megzavarja. A pratjáhára gyakorlásával a magasrendű belső tudatszintek felé közelít a jógi, hogy a külső tudati tapasztalások elhagyásával a meditáció szentélyének bejáratához érjen. A pratjáhára az astánga- (nyolctestű) jóga összekötő láncszemeként értelmezhető, amely a nyolclépcsős jógánga fordulópontjaként a magasabb szádhanák (spirituális gyakorlás) felé ver hidat. A pratjáhára eredményes gyakorlása megszünteti a jógafokozatok első négy (bahiranga=külső testrész) és a további három (antaranga=belső - vagy szellemi testrész) fokozat elválasztottságát.
A pratjáhára gyakorlása mintegy átfordítja a külvilág felől érkező észlelések feldolgozásába feledkező tudati folyamatokat. Így az érzékek visszavonásának praxisa az illuzórikus látszatvilág (májá) feloldásának módszereként is értelmezhető. A pratjáhára tudatformáló alkalmazását az teszi szükségessé, hogy "a tárgyi észlelés (visaja) olyan, mint a mérgeskígyó (világ), amely rabul ejti és megöli azt, aki csak rátekint."  Egy másik megfogalmazás szerint "a jógi nem lehet tökéletes az érzékek fölötti uralkodás nélkül."
A pratjáhára azonban nem jelenti az anyagvilág (prakriti) tagadását vagy semmibevételét, hiszen a tökéletes szellemi egyensúlyteremtő pozíciójának megszerzése az objektív világ tényleges ismeretét teszi szükségessé. A pratjáhára a szakrális közömbösség (vairágja) megvalósításának sarokköve. Patandzsali megfogalmazása szerint: "A visszahúzódás a tudatnak az a képessége, amivel megszünteti a közte és a tárgyak közötti kapcsolatot". A pratjáhára lehetővé teszi a kondicionáltság felszámolását. A tudatalatti megismerésének és egyben a benne lezajló folyamatok értő irányításának eszköze is: "Ennek eredménye az érzékek fölötti (tökéletes) uralom" Vjásza hasonlatával élve: "Amikor a méhkirálynő kirepül, a méhek is utána repülnek, és amikor letelepszik, ők is ugyanazt teszik; ugyanígy akadályozzák a tudat működését az érzékek".  A keleti hasonlat szerint az érzékek ahhoz a szilaj és vad lóhoz hasonlóak, amelyik mindaddig betöretlen marad, ameddig zablát (képletesen ez felel meg a szellem erejének) nem vetnek szájába, ami aztán leigázza és féken tartja.